# Cherry Pop (film fra 2017)
Cherry Pop er en amerikansk film og den er instrueret af Assaad Yacoub.

## Medvirkende
- Lars Berge som The Cherry
- Toccara Jones som Terrys kone
- Jared Carlson som The Bouncer